# Berliet VF
Der Berliet VF, auch „12 HP“ genannt, war ein PKW-Modell des Fahrzeugherstellers Berliet in Lyon aus dem Jahre 1922, zu dem es auch Lieferwagen-Varianten („Camionettes“) gab.

## Geschichte
Der Typ Berliet VF erhielt seine allgemeine Betriebserlaubnis am 15. November 1921. Er war ein Fahrzeug der Mittelklasse. Er wurde auf dem Pariser Autosalon der Jahre 1922 und 1923 ausgestellt. Über produzierte Stückzahlen ist nichts bekannt.
Ein Exemplar des Berliet VF ist erhalten und im Conservatoire der Fondation Berliet in Le Montellier 30 km nordöstlich von Lyon ausgestellt.

## Technik
Steuerlich war das Fahrzeug mit 12 CV eingestuft, die bei 1500/min entwickelte Höchstleistung wird -damaliger in Frankreich üblicher Sitte folgend- nicht genannt, dürfte aber bei mindestens 30–35 PS gelegen haben. Der Radstand betrug für das Produktionsjahr 1922 3,07 m, 1923 wurde das Fahrzeug auch mit einem langen Radstand von 3,15 m angeboten. Im Übrigen wird auf die in der Info-Box genannten Daten verwiesen.

## Varianten
Berliet VFA und Berliet VFB waren Lieferwagen-Varianten („Camionettes“):
- Berliet VFA erhielt seine allgemeine Betriebserlaubnis am 17. Juni 1922[7].
- Berliet VFB erhielt seine allgemeine Betriebserlaubnis am 21. August 1922[8].

Ihre Höchstleistung entwickelten beide Varianten bei 1450/min, sie war daher offenbar gegenüber der des PKW etwas gedrosselt. Wie sich beide Typen ansonsten untereinander oder vom PKW-Typ unterschieden, ist der Literatur nicht zu entnehmen.

### Originalquellen
Eine Publikation, in der alle vor 1945 gebauten Berliet-Typen individuell abgehandelt wären, gibt es nicht. Neben der unten erwähnten Literatur wurde auf die folgende in der Fondation Berliet verwahrte Originalunterlagen zurückgegriffen:
- "Fiches des Mines": Es handelt sich um die Werksunterlagen zur Erteilung einer allgemeinen Betriebserlaubnis, hierfür ist in Frankreich der "Inspecteur des mines" sachlich zuständig. Diese Unterlagen sind im Berliet-Archiv chronologisch geordnet und nummeriert. Nicht zu jedem Typ bzw. Variante gibt es entsprechende Unterlagen, teils, weil sie wohl als Untervarianten eines anderen Typs verstanden wurden, für den eine gesonderte Erlaubnis nicht erforderlich war, teils wohl, weil diese Unterlagen im Laufe der letzten 100 Jahre verlorengegangen sind. Bei Militärtypen gibt es Hinweise, dass eine Betriebserlaubnis direkt durch militärische Dienststellen erfolgte, was entsprechende "fiches des mines" überflüssig machte. Die Quellenbezeichnung lautet: "Fiches No...."

### Sonstige Quellen
- René Bellu, Toutes les voitures Françaises 1922, in Automobilia Hors-Serie No.76, Paris 2006, zit. als „Bellu 1922“
- René Bellu, Toutes les voitures Françaises 1923, in Automobilia Hors-Serie No.92, Paris 2008, zit. als „Bellu 1923“
- Monique Chapelle: Berliet. 1. Auflage. EMCE, Saint-Chamond 2016, ISBN 978-2-35740-049-8.